# KBP A-91
Die KBP A-91 ist ein russisches Sturmgewehr in Bullpup-Bauweise, das vom KBP in Tula entwickelt wurde. Unterhalb des Laufes ist ein Granatwerfer für 40-mm-Granaten in den Kunststoffschaft integriert. Bei älteren Modellen dieser Waffe befand sich der Granatwerfer oberhalb des Laufes. Das A-91 besitzt zwei Abzüge; mit dem hinteren Abzug wird das Gewehr abgefeuert, mit dem vorderen die Granatwaffe. Wie das FN F2000 besitzt es einen vorderen Hülsenauswurf und ist somit von Rechts- und Linksschützen einfach zu handhaben.